# Rima San Giuseppe
Rima San Giuseppe là một đô thị ở tỉnh Vercelli trong vùng Piedmont thuộc Ý, có cự ly khoảng 90 km về phia bắc của Torino và khoảng 70 km về phía tây bắc của Vercelli. Tại thời điểm ngày 31 tháng 12 năm 2004, đô thị này có dân số 71 người và diện tích là 36,2 km².
Đô thị Rima San Giuseppe có các frazioni (đơn vị cấp dưới, chủ yếu là các làng) Rima.
Rima San Giuseppe giáp các đô thị: Alagna Valsesia, Boccioleto, Carcoforo, Macugnaga, Mollia, Rimasco, và Riva Valdobbia.